# Abajas
Abajas – gmina w Hiszpanii, w prowincji Burgos, w Kastylii i León, o powierzchni 35,07 km². W 2011 roku gmina liczyła 29 mieszkańców.